# Елия (демова секция Агиос Николаос)
Вижте пояснителната страница за други значения на Елия.
Елия (на гръцки: Ελιά) е малък остров в Северна Гърция, част от дем Ситония, област Централна Македония. Островът е разположен в западната част на Светогорския залив, северозападно от големия остров Диапорос и североизточно от село Галини Агиу Николау. В 2001 година е без жители.